# Jan Tanner
Pour les articles homonymes, voir John Tanner.
Jan Tanner, né le 17 août 1623 à Pilsen, en Bohême (Tchéquie) et décédé en 1694 à Prague, est un prêtre jésuite tchèque, théologien, historien et écrivain. Il est le frère aîné d'un autre jésuite historien de la Compagnie et supérieur des jésuites de Bohême, Mathias Tanner.

## Biographie
Né, en 1623, à Pilsen, dans la Bohême, il entre dans l’ordre jésuite en 1641 et fait son noviciat à Brno (Moravie). À la fin de sa formation spirituelle et académique faite à l'université de Prague il est nommé professeur de théologie morale puis de théologie spéculative à l'université d'Olomouc. Après 11 ans d'enseignement dans cette même université il devient doyen de la faculté de théologie avant d'en devenir en 1669 chancelier. Même si innocenté d'accusations de jansénisme et d'hérésie, il doit quitter sa charge de chancelier en 1674. Il se consacrera alors à l'écriture (hagiographie et œuvres historiques principalement) tout en assurant la charge de confesseur.

## Écrits
Ses œuvres écrites en latin, en tchèque et largement traduite en allemand font partie du fonds culturel de la Bohême.
- Trophaea Sancti Wenceslai Bohemiae Regis ac Martyris, Prague, 1661.
- Vir apostolicus seu Vita et virtutes R. P. Alberti Chanowsky, Prague, 1660.
- Svatá ceta z Prahy do Staré Boleslavĕ k nejdůstojnĕjsi rodičce Boži Pannĕ Marii, 1690.
- Historia heroum de stellis seu vetustissimae prosapiae Sternbergicae.
- Epitome historicq civitatis Plsnae in Bohemia